# اندیس سنگان پایین
سنگان پایین یک اندیس غیرفلزی است که در حوالی شهر خواف استان خراسان قرار دارد و مادهٔ معدنی موجود در آن، باریت است.  